# Fiskální konzervatismus
Fiskální konzervatismus je směr politického či spíše politicko-ekonomického myšlení, zaměřený na fiskální politiku a prosazování rozpočtové odpovědnosti. Prosazuje tedy co nejnižší státní výdaje a vyrovnaný rozpočet. Fiskálně-konzervativní politika bývá často spojována i s nízkými daněmi, deregulací ekonomiky a volným trhem, nicméně uvedené postoje netvoří její integrální součást.
Zastánci fiskálního konzervatismu příliš nedůvěřují zvyšování utrácení jako způsobu, jak nastartovat ekonomiku. Podle nich je nejlepší cestou ke zdravé ekonomice snižování daní a co nejvyšší úspory ve státním rozpočtu. Zvláště v USA mezi nimi převládá názor, že sociální služby by měly být financovány z darů filantropů a lidem, kteří dávají peníze na obecně prospěšnou a charitativní činnost, by měly být poskytovány daňové úlevy.
Lidé hlásící se k fiskálnímu konzervatismu nemusí být konzervativní v ostatních politických a společenských otázkách. Např. v USA bývá fiskální konzervatismus často spojován s libertariany, kteří bývají liberální ve společenských a morálních otázkách. Za fiskálně konzervativní se v americké politice považuje skupina kongresmanů nazvaná Blue Dog Coallition patřící k Demokratické straně, kterou můžeme jinak považovat za spíše liberální.